# Marcin Wasilewski (polityk)
Marcin Wasilewski (ur. 29 października 1885 w Głuchowie, zm. 27 września 1944 w Gross Rosen) – polski polityk, wójt gminy Głuchów, działacz ruchu ludowego, poseł na Sejm Rzeczypospolitej Polskiej II kadencji (1928–1930).

## Życiorys
W 1905 brał udział w I Zjeździe Polskiego Związku Ludowego. W latach 1906–1909 pełnił służbę w armii carskiej. W trakcie I wojny światowej zaciągnął się do utworzonego na terytorium Rosji I Korpusu Polskiego. Po powrocie do kraju był długoletnim wójtem gminy Głuchów i członkiem powiatowej rady szkolnej. W niepodległej Rzeczypospolitej wszedł w szeregi Polskiego Stronnictwa Ludowego „Wyzwolenie”, od 1931 należał do Rady Naczelnej Stronnictwa Ludowego, a od roku 1934  pełnił funkcję wiceprezesa Zarządu Wojewódzkiego SL w Warszawie. W roku 1928  został wybrany na posła z listy PSL „Wyzwolenie”. W czasie okupacji niemieckiej na terenie powiatu skierniewickiego organizował Bataliony Chłopskie oraz SL „Roch”. Był przewodniczącym Powiatowego Kierownictwa Ruchu Ludowego. 13 czerwca 1944 aresztowany przez gestapo trafił do więzienia w Tomaszowie Mazowieckim, skąd w dniu 11 sierpnia 1944 wywieziono go do obozu w Gross Rosen. Tam 27 września 1944 został rozstrzelany.